# Добрянская поселковая община
Добрянская поселковая общи́на (укр. Добрянська селищна громада) — территориальная община в Черниговском районе Черниговской области Украины. Административный центр — пгт Добрянка.
Население — 4 983 человек. Площадь — 460,5км².
Количество учреждений, оказывающих первичную медицинскую помощь — 1.

## История
Добрянская поселковая объединённая территориальная община была создана 24 марта 2019 года путём объединения Добрянского поселкового, Горностаевского, Клубовского, Новоярыловичского, Олешнянского сельских советов Репкинского района (1923-2020).
12 июня 2020 года Добрянская поселковая объединённая территориальная община вошла в состав Добрянской поселковой общины. Одна из трёх общин созданных на территории Репкинского района.
17 июля 2020 года община вошла в состав нового Черниговского района.

## География
Расположена на крайнем севере Черниговского района. Община граничит с Репкинской и Городнянской общинами, Белоруссией. Реки: Сож, Вир, Сухой Вир, Немыльня, Аткильня.

## Населённые пункты
- пгт Добрянка
- Аткильня
- Вербовка
- Выр
- Горностаевка
- Грибова Рудня
- Гута-Ткачёва
- Заводское
- Киселевка
- Клубовка
- Лизунова Рудня
- Новая Папирня
- Новые Ярыловичи
- Александровка
- Александровка Вторая
- Олешня
- Сиделевка
- Скиток
- Старые Ярыловичи
- Строевка
- Чижовка